# Niccolò da Uzzano
Niccolò da Uzzano (Firenze, 1359 – Firenze, 20 aprile 1431) è stato un politico e umanista italiano, Gonfaloniere di Giustizia di Firenze.

## Biografia
La famiglia di Niccolò prendeva il nome dal castello di Uzzano che possedeva vicino a Greve in Chianti e si sposò con Nanna Altoviti con cui ebbe una figlia, Dianora che sposò Piero di Bartolomeo Capponi. Fu un politico molto influente, rivestendo numerosi incarichi: deputato dell'Arte di Calimala, fu Gonfaloniere di Giustizia, giudice, commissario dell'esercito fiorentino e console del mare. Fu tra gli esecutori testamentari, nel 1410, delle disposizioni del deposto papa Giovanni XXIII e si occupò, con altri, dell'erezione del suo monumento funebre nel Battistero. Intrattenne rapporti con l'Ungheria e, nel 1426, è ricordata una sua fervida arringa dal pulpito di Santo Stefano al Ponte in difesa di Firenze
In consorteria con gli Albizi, gli Strozzi e i Quaratesi, Niccolò visse la stagione dell'ascesa al potere dei Medici, fu oppositore di Cosimo il Vecchio. Rinaldo degli Albizi fu suo alleato e assieme a lui promosse l'istituzione del catasto nel 1427. 

Fu inoltre tra i principali umanisti fiorentini del primo Quattrocento, amico di Palla Strozzi col quale si dedicò alla ricerca di manoscritti antichi. 

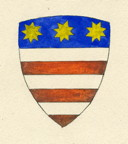
Stemma famiglia Da Uzzano

Il palazzo Capponi delle Rovinate di Firenze fu costruito per suo conto nella prima metà del XV secolo da Lorenzo di Bicci, il quale eseguì, sempre su richiesta di Niccolò, anche degli affreschi e una tavola per la chiesa di Santa Lucia dei Magnoli, opere documentate ma perdute. Nel Museo Nazionale del Bargello a Firenze si trova un busto in terracotta policroma attribuito a Donatello (1432 circa). Altri ritratti si trovavano nei perduti affreschi di Santa Lucia dei Magnoli e nella Sagra di Masaccio. Forse, a partire dai bozzetti di quest'ultima opera, Masaccio aveva creato anche un ritratto di Niccolò, che risultava in casa Corsi, assieme a quelli analoghi di Giovanni di Bicci de' Medici e di Bartolomeo Valori. 
Prima di morire, nel 1429 destinò una cospicua somma alla fondazione della "Sapienza", ovvero un collegio per l'università, e si industriò affinché fosse patronata dall'Arte dei Mercatanti, e potesse accogliere cinquanta giovani, per metà stranieri e metà fiorentini. Predispose un edificio, pure progettato da Lorenzo di Bicci, che oggi, dopo varie trasformazioni, è sede del Rettorato dell'Università di Firenze in piazza San Marco. Tuttavia l'opera non vide presto la luce, poiché molti dei denari lasciati da Niccolò furono dirottati dalla Repubblica per finanziare guerre e altri bisogni.